# اسمولیان
اسمولیان شهری در استان اسمولیان کشور بلغارستان است که جمعیت آن در سال ۲۰۰۱ میلادی ۳۳٬۱۵۳ نفر بوده‌است.